# Tratatul de la Berlin din 1742
Tratatul de la Berlin dintre arhiducesa habsburgică Maria Tereza a Austriei, care era și regina Boemiei, și regele prusac Frederic cel Mare a fost semnat la 28 iulie 1742 la Berlin. Tratatul de pace formal a fost cel care a confirmat acordul preliminar obținut prin medierea engleză prin Tratatul de la Breslau din 11 iunie și a pus capăt oficial primului război al Sileziei. 

Silezia austriacă cuprinzând ținuturile ducale ale Neisse (galben), Troppau (roșu) Jägerndorf (albastru) și Teschen (portocaliu)

Maria Tereza a cedat cea mai mare parte a Sileziei cu ținutul Kladsko către Frederick, cu excepția acelor districte ale Ducatului de Troppau care erau situate la sud de râul Opava, inclusiv partea de sud a fostului ducat de Jägerndorf, a cărui posesie fusese un pretext pentru invazia lui Frederic. Ducatul de Neisse deținut de episcopii din Breslau a fost, de asemenea, împărțit, orașul-fortăreață Nysa și porțiunea nordică, mai mare a teritoriului, a fost cedată Prusiei. Austria a păstrat întregul Ducat al Sileziei Superioare de Teschen, condus de soțul Mariei Tereza, Francisc Ștefan de Lorena, mare duce al Toscanei. Restul teritoriilor habsburgice au fost încorporate în Silezia austriacă. 
La rândul său, Prusia a părăsit coaliția anti-Habsburgică pe care a format-o cu Franța, Spania, Suedia, Napoli și principatele electoare Bavaria, Saxonia și Köln. De asemenea, a admis datorii de aproximativ 1,7 milioane de guldeni pe care Austria le-a contractat alături de aliata sa, Marea Britanie. Regele George al II-lea al Marii Britanii a acționat ca garant. 
Odată cu câștigul teritorial, Frederic a mărit teritoriul prusac cu o treime, obținând statutul de mare putere europeană și a inițiat rivalitatea dintre Austria și Prusia, care avea să dureze o sută de ani. Cu toate acestea, fostul aliat al regelui Prusiei, regele Ludovic al XV-lea al Franței, a fost contrariat de acest acord de pace care a dat forțelor unite austriece, britanice și ale Hanovrei mână liberă pentru a îndepărta trupele franceze prin Bătălia de la Dettingen din 1743 - o înstrăinare care a dus în cele din urmă la revoluția diplomatică din 1756. Rivalul din Casa de Wittelsbach al Mariei Terezia, împăratul Carol al VII-lea, a dezertat fiind nevoit să rămână în exil în Frankfurt în timp ce principatul său bavarez a rămas sub ocupație austriacă. 
Pacea încheiată a fost de scurtă durată întrucât ambele părți s-au pregătit pentru cel de-al doilea război silezian pornit de Frederic împotriva orașului Praga în august 1744.